# Tinkanya
Tinkanya – gaun wikas samiti w środkowej części Nepalu  w strefie Dźanakpur w dystrykcie Sindhuli. Według nepalskiego spisu powszechnego z 2001 roku liczył on 767 gospodarstw domowych i 4580 mieszkańców (2314 kobiet i 2266 mężczyzn).